# Key West (Florida)
Key West sziget és egyben város is Florida államban, Monroe megyében. A város teljesen beteríti a szigetet, ami nincs messze a floridai zátonyok (Florida Keys) végétől, Marquesas Key-től. A névrokon szigettől keletre található a szintén egy néven emlegetett Stock-sziget. Szárazföldön csak onnan lehet megközelíteni Key Westet, a U.S. 1-en (Overseas Highway). Key Westtől északra Salt Pond Key, Dredgers Key, Fleming Key (utóbbi két területre szárazföldi út vezet); északnyugatra Wisteria Island; nyugatra Tank Island fekszik.
Key West Monroe megye székhelye. A várost az Államok „legdélibb városaként” is emlegetik. 207 km-re fekszik Miamitól. 170 km-re Kubától.

## Történelem
A spanyol felfedezések előtt calusa őslakosok éltek itt. 1521-ben Juan Ponce de León spanyol-portugál hódító fedezte fel a szigetet. Florida később spanyol fennhatóság alá került.

## Közlekedés
- Autóval a sziget a floridai zátonyokon át a U.S. 1-en közelíthető meg.
- Számos utasszállító hajó kikötője.
- Itt található a Key West nemzetközi repülőtér.

## Híres emberek
A sziget régóta kedvelt a művészek körében. Itt élt Tennessee Williams és Ernest Hemingway is. Utóbbi lakhelye országos védelem alatt álló emlékház.